# Ye Xiaowan
Œuvres principales
Yuanyang meng
Ye Xiaowan (chinois 葉小紈, pinyin Yè Xiǎowán), née vers 1613, morte vers 1660, est une dramaturge chinoise.
Son œuvre dramatique est la plus ancienne écrite en Chine par une femme que l'on ait conservée.

## Biographie
Ye Xiaowan est la fille de la poétesse Shen Yixiu, qui est elle-même la cousine du dramaturge Shen Jing (zh) (1553-1610) et la sœur du dramaturge Shen Zizheng (1591-1641). Ye Xiaowan et ses deux sœurs Ye Wanwan (1610-1633) et Ye Xiaoluan (1616-1632), elles aussi poétesses, reçoivent la même éducation que leurs cinq frères.

## Œuvre dramatique
À l'inverse de sa mère et de ses deux sœurs, connues pour leurs poèmes, la réputation de Ye Xiaowan est due à son œuvre dramatique. Elle est l'auteur d'un zaju, pièce en quatre actes intitulée Yuanyang meng (« Rêve de canards mandarins »). L'histoire est celle de trois frères, incarnation sur terre de trois servantes de déesses. Deux des frères meurent jeunes et tous trois se retrouvent sous leur forme première au Ciel. Ces trois frères sont les trois sœurs Ye transposées à la scène.